# Публий Афраний Флавиан
Публий Афраний Флавиан (лат. Publius Afranius Flavianus) — римский государственный деятель второй половины II века.
О происхождении Флавиана нет никаких сведений. Около 104 года он находился на посту легата при проконсуле провинции Азия. Между 105 и 112 годом Флавиан занимал должность консула-суффекта. С сентября 113 года по 114 год он был легатом пропретором Нижней Паннонии. Дальнейшая его биография не известна.